# Sakutarō Hagiwara
 (avril 2021).
Pour les articles homonymes, voir Hagiwara.
Sakutarō Hagiwara (萩原 朔太郎), né le 1er novembre 1886 à Maebashi au Japon et décédé à l'âge de 55 ans le 11 mai 1942 à Tokyo, est un écrivain japonais réputé pour avoir libéré le vers libre japonais du carcan des règles traditionnelles. Il est considéré comme le « père de la poésie moderne familière au Japon ». Il a publié durant toute sa carrière de nombreux essais, critiques littéraires, culturelles et aphorismes.

## Biographie

### Jeunesse et formation
Né à Maebashi, dans la préfecture de Gunma, au Japon, Sakutarō Hagiwara est le fils d'un médecin local. Dès l'enfance, il s'intéresse à la poésie, surtout celle en format tanka, et commence à écrire des poèmes, contre la volonté de ses parents. Pendant son adolescence, il envoie ses poésies à des magazines et ses premiers versets sont publiés dans les revues littéraires Shinsei et Myōjō.
Sa mère lui offre sa première mandoline durant l'été 1907. Après avoir passé cinq semaines comme étudiant de première année dans deux universités différentes, il abandonne les études. En 1911, alors que son père essaye de les lui refaire reprendre, il part apprendre la pratique de la mandoline à Tokyo dans le but de devenir musicien professionnel. Il fondera plus tard un orchestre de mandolines dans sa ville natale de Maebashi.

### Carrière littéraire
En 1913, il publie cinq de ses versets dans Zamboa (« Pamplemousse »), un magazine édité par Hakushū Kitahara, qui devient son mentor et ami. Il contribue également aux versets dans Shiika (« Poésie ») de Maeda Yugure et à ceux de Chijō Junrei (« Pélegrinage terrestre »), un autre journal créé par Hakushū. L'année suivante, il rejoint Saisei Murō et le pasteur chrétien Bochō Yamamura dans la création du Ningyo Shisha (« Groupe de poésie Merman »), consacré à l'étude de la musique, de la poésie et de la religion. Les trois écrivains nomment leur revue Takujō Funsui (« Fontaine de table »), et publient la première édition en 1915.
En 1916, Hagiwara fonde avec Saisei Murō la revue littéraire Kanjō (« Sentiment »), et publie l'année suivante son premier recueil de versets libres, Tsuki ni Hoeru (« Hurlement à la lune »), avec une préface de Hakushū Kitahara. Le livre fait sensation dans les cercles littéraires. Hagiwara rejette le symbolisme et l'utilisation de mots peu communs qui donnaient un certain côté abstrait aux textes de Hakushū et des autres poètes contemporains qui privilégient des mots qui rythment à l'oreille.
Il publie plus tard d'autres anthologies, telles que Aoneko (« Chat bleu ») en 1923 et Hyōtō (« Île glacée ») en 1924, ainsi que des volumes de critiques littéraires et culturelles.
Son étude critique intitulée, Ren’ai meika shū (« Un recueil des poèmes d'amour les plus aimés », 1931), montre sa profonde gratitude envers la poésie japonaise classique et Kyōshu no shijin Yosa Buson (« Nostalgie du poète Yosa Buson », 1936) révèle son respect pour le poète de haïku Buson, qui prônait un retour aux règles du XVIIe siècle établies par Matsuo Bashō.
Son style unique de versets exprime ses doutes sur l'existence, ses craintes, son ennui et sa colère au moyen d'images sombres et d'une formulation sans ambiguïté.

## Vie personnelle
En 1919, Hagiwara se marie à une certaine Ueda Ineko avec laquelle il a deux filles, Yōko (1920–2005), et Akirako (née en 1922). Ineko quitte cependant la famille pour suivre un jeune homme en juin 1929 et s'enfuit à Hokkaidō. Hagiwara divorce officiellement en octobre.
Il se remarie en 1938 avec une certaine Otani Mitsuko, mais huit mois plus tard, la mère de Hagiwara, qui n'a jamais inscrit le mariage dans le livret de famille (koseki), la chasse.
Après plus de six mois de lutte contre ce qui semble être un cancer du poumon, mais que les docteurs identifieront plus tard comme une grave pneumonie, il meurt en mai 1942, à 55 ans.